# 瓦尼勒卡雷山
46°29′49″N 7°7′6″E / 46.49694°N 7.11833°E

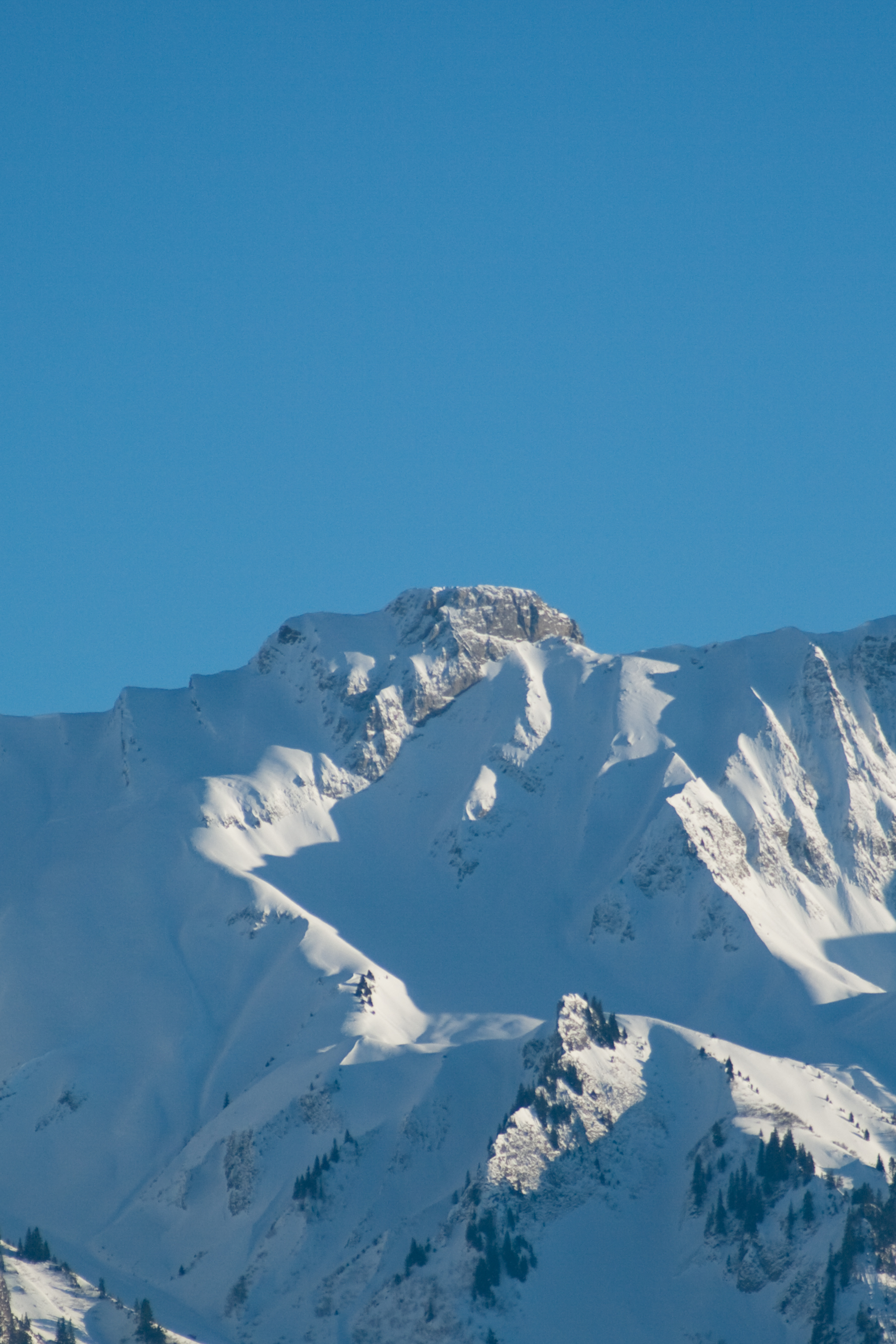

瓦尼勒卡雷山（法語：Vanil Carré）是瑞士伯恩州的山峰，位於該國南部，屬於伯尔尼山的一部分，海拔高度2,197米，每年平均降雨量1,395毫米。